# Santa Susana
Santa Susana is een plaats (freguesia) in de Portugese gemeente Alcácer do Sal en telt 501 inwoners (2001).